# Knut Ellingsrud
Knut Ellingsrud (26 gennaio 1903 – 24 giugno 1988) è stato un calciatore norvegese, di ruolo difensore.

## Carriera

### Club
Ellingsrud vestì la maglia dello Ørn. Vinse tre edizioni della Norgesmesterskapet: 1927, 1928 e 1930.

### Nazionale
Conta una presenza per la Norvegia. Il 23 settembre 1928, infatti, fu in campo nella sconfitta per 0-2 contro la Germania.

## Palmarès

### Club

#### Competizioni nazionali
- Coppa di Norvegia: 3

Ørn: 1927, 1928, 1930